# NGC 2049
NGC 2049 في الفهرس العام الجديد، هي مجرة، تقع في كوكبة الحمامة. اكتشفت في 28 يناير 1835 بواسطة جون هيرشل.

## روابط خارجية
- NGC 2049 على موقع ويكي سكاي: DSS2, SDSS, GALEX, IRAS, Hydrogen α, X-Ray, Astrophoto, Sky Map, Articles and images